# Grupo Modelo

Grupo Modelo é uma cervejaria mexicana fundada em 1925 que detém cerca de 63% do mercado de cerveja do México. Em junho de 2012, o grupo belga brasileiro Anheuser-Busch InBev anunciou a compra total da cervejaria por cerca de US$ 20 bilhões. A empresa possui diversas marcas no México, porém a mais famosa é a cerveja Corona.É também a maior exportadora de bebidas do México.